# (7202) Kigoshi
(7202) Kigoshi est un astéroïde de la ceinture principale.

## Description
(7202) Kigoshi est un astéroïde de la ceinture principale. Il fut découvert le 19 février 1995 à Ojima par Tsuneo Niijima et Takeshi Urata. Il présente une orbite caractérisée par un demi-grand axe de 2,76 UA, une excentricité de 0,24 et une inclinaison de 6,6° par rapport à l'écliptique.